# Franks R. Wilbur
 (juillet 2021).
La mise en forme du texte ne suit pas les recommandations de Wikipédia : il faut le « wikifier ».
Les points d'amélioration suivants sont les cas les plus fréquents :
- Les titres sont pré-formatés par le logiciel. Ils ne sont ni en capitales, ni en gras.
- Le texte ne doit pas être écrit en capitales (les noms de famille non plus), ni en gras, ni en italique, ni en « petit »…
- Le gras n'est utilisé que pour surligner le titre de l'article dans l'introduction, une seule fois.
- L'italique est rarement utilisé : mots en langue étrangère, titres d'œuvres, noms de bateaux, etc.
- Les citations ne sont pas en italique mais en corps de texte normal. Elles sont entourées par des guillemets français : « et ».
- Les listes à puces sont à éviter, des paragraphes rédigés étant largement préférés. Les tableaux sont à réserver à la présentation de données structurées (résultats, etc.).
- Les appels de note de bas de page (petits chiffres en exposant, introduits par l'outil «  Source ») sont à placer entre la fin de phrase et le point final[comme ça].
- Les liens internes (vers d'autres articles de Wikipédia) sont à choisir avec parcimonie. Créez des liens vers des articles approfondissant le sujet. Les termes génériques sans rapport avec le sujet sont à éviter, ainsi que les répétitions de liens vers un même terme.
- Les liens externes sont à placer uniquement dans une section « Liens externes », à la fin de l'article. Ces liens sont à choisir avec parcimonie suivant les règles définies. Si un lien sert de source à l'article, son insertion dans le texte est à faire par les notes de bas de page.
- La présentation des références doit suivre les conventions bibliographiques. Il est recommandé d'utiliser les modèles {{Ouvrage}}, {{Chapitre}}, {{Article}}, {{Lien web}} et/ou {{Bibliographie}}. Le mode d'édition visuel peut mettre en forme automatiquement les références.
- Insérer une infobox (cadre d'informations à droite) n'est pas obligatoire pour parachever la mise en page.

Pour une aide détaillée, merci de consulter Aide:Wikification.
Si vous pensez que ces points ont été résolus, vous pouvez retirer ce bandeau et améliorer la mise en forme d'un autre article.
Franks Wilbur Rounding , Officier de l'Ordre de l'Empire Britannique (né le 4 mars 1901 et mort 4 janvier 1986) était un scientifique canadien connu comme l'inventeur de la combinaison anti-gravité, abrégée en combinaison anti-g ou "G-suit" en Anglais et pour ses travaux de recherche  sur le cancer.

## Carrière
Franks Wilbur Rounding est né à Weston, en Ontario, et fut diplômé en médecine de l' Université de Toronto . Alors qu'il était chercheur cancérologie au "Banting and Best Medical Research Institute" de l' Université de Toronto, Le développement de l'une de ces idées a abouti à la première combinaison anti-g au monde. Franks avait remarqué que ses tubes à essai se brisaient souvent lorsqu'ils étaient soumis à une force centrifuge importante. Il avait résolu le problème en les plaçant d'abord dans des bouteilles remplies de liquide plus grandes et plus solides avant la centrifugation.

En 1940, la combinaison anti-g été développée sous le nom de "Franks Flying Suit" par Wilbur R. Franks et ses collègues. La combinaison était faite de caoutchouc et de tampons remplis d'eau. Il a contrecarré les effets d'une force G élevée sur les pilotes d'avion, qui autrement les feraient s'évanouir (voile noir/voile gris/voile rouge). Ces combinaisons ont été utilisées pendant la Seconde Guerre mondiale et toutes les combinaisons anti-g portés par les pilotes de l'armée de l'air ainsi que les astronautes et les cosmonautes du monde entier sont basés sur ses conceptions originales. Lors du test de son premier prototype, Franks a déclaré :
"La combinaison avait été ajustée pour m'aller parfaitement, en étant debout. Dans l'avion, j'étais assis, et quand l'effet de la pression m'a frappée, j'ai pensé qu'elle allait me couper en deux. L'idée n'est devenue pratique que lorsque nous avons réalisé que de grandes zones du corps pouvaient être laissées en dehors du système de fluidique."
En 1941, un collègue scientifique canadien, le Dr Frederick Banting, co-découvreur de l' insuline, décède dans un accident d'avion près de Musgrave Harbour au Canada, alors qu'il se rendait en Angleterre pour aider Franks à tester la combinaison.

## Récompenses et reconnaissance
Franks Wilbur a reçu un L'Ordre de l'Empire Britannique pour son travail début 1944 pour avoir donné « aux forces alliées un énorme avantage tactique » et « avoir sauvé la vie de milliers de pilotes de chasse alliés ». En 1983, Franks a été intronisé au «Canada's Aviation Hall of Fame». Le travail de Franks a également été remarqué aux États-Unis où il a reçu la Légion du Mérite, le prix «Theodore C. Lyster» de « Aerospace Medical Association's » et le prix «Eric Liljencrantz».

## Héritage
Un prix Wilbur R. Franks est décerné par la Société canadienne de médecine aéronautique pour contribution à la médecine aéronautique. Le bâtiment Franks Wilbur Rounding, situé à la 17e Escadre Winnipeg, abrite l' École de survie et d'entraînement aéromédical des Forces canadiennes (ESFC).